# Luis Hartwig
Luis Hartwig (* 23. November 2002 in Witten) ist ein deutscher Fußballspieler. Der Stürmer steht beim MSV Duisburg unter Vertrag und ist an den VfL Bochum ausgeliehen.

## Karriere

### Verein
Hartwig begann seine Karriere beim SV Bommern 05 aus Witten. Als er in die U-14 aufstieg, wechselte er in die Nachwuchsabteilung des VfL Bochum. Dort durchlief er die weiteren Nachwuchsmannschaften bis hin zur U-19. In der Saison 2020/21 wurde er von Cheftrainer Thomas Reis auch erstmals in den Profikader des VfL berufen. Sein Profidebüt gab er am 24. Januar 2021 bei der Auswärtspartie gegen den SV Sandhausen, als er in der 83. Spielminute für Simon Zoller eingewechselt wurde. Das Spiel endete 1:1. Dies blieb sein einziger Zweitligaeinsatz, mit Bochum stieg er zu Saisonende in die Bundesliga auf.
In der Saison 2021/22 kam er aber ebenfalls nur einmal zum Einsatz. Zur Saison 2022/23 wurde Hartwig dann an den österreichischen Zweitligisten SKN St. Pölten verliehen. Für den SKN kam er während der Leihe zu 28 Einsätzen in der 2. Liga, in denen er zwölfmal traf. Zur Saison 2023/24 kehrte er zunächst nach Bochum zurück, wo er aber weiter keine Rolle spielte. Im September 2023 verließ er den Verein dann endgültig und wechselte nach Belgien zum Zweitligisten KV Ostende.
Im Juli 2024 wechselte er zurück nach Deutschland zum MSV Duisburg. Mit diesem gelang ihm zwar der Gewinn des Meistertitels in der Regionalliga West, doch Hartwig kam dabei nur in neun Saisonspielen zum Einsatz. Daraufhin wurde er für den Rest seiner Vertragslaufzeit an seinen Stammverein VfL Bochum verliehen, bei dem er für die in die Regionalliga aufgestiegene zweite Mannschaft spielen soll.

### Nationalmannschaft
Aufgrund seiner guten Leistungen wurde Hartwig im Jahr 2020 erstmals für die U-19 Nationalmannschaft des DFB berufen. Dort gab er beim 1:1 gegen Polen am 3. September 2020 sein Debüt. Auch fünf Tage später bei der 0:1-Niederlage gegen Belgien kam er zum Einsatz.
Im März 2022 spielte er zweimal für die U-20-Nationalmannschaft.

## Privates
Luis Hartwig ist der Sohn von Knut Hartwig, der zwischen 1992 und 1997 insgesamt 71 Einsätze in der 2. Bundesliga für den Wuppertaler SV hatte. Bekannt wurde der Vater außerdem für seine Rolle im Kinofilm Das Wunder von Bern, in dem er Fritz Walter verkörperte.

## Erfolge
- Meister der 2. Bundesliga und Aufstieg in die Bundesliga: 2021
- Meister der Regionalliga West und Aufstieg in die 3. Liga: 2025